# Давід де Хеа
Даві́д де Хе́а Кінта́на (ісп. David de Gea Quintana; нар. 7 листопада 1990, Мадрид, Іспанія) — іспанський футболіст. Воротар італійського клубу «Фіорентина», в минулому був гравцем збірної Іспанії.

## Клубна кар'єра
Вихованець футбольної школи мадридського «Атлетіко». Дорослу футбольну кар'єру розпочав 2009 року в основній команді того ж клубу, в якій провів два сезони, взявши участь у 57 матчах чемпіонату. Більшість часу, проведеного у складі «Атлетіко», був основним голкіпером команди. За цей час виборов титул переможця Ліги Європи.
До складу клубу «Манчестер Юнайтед» приєднався 2011 року. Відразу став основним воротарем команди з Манчестера, виграв з нею низку національних трофеїв та став перможцем Ліги Європи УЄФА 2016/17.

## Виступи за збірні
2007 року дебютував у складі юнацької збірної Іспанії, взяв участь у 22 іграх на юнацькому рівні, пропустивши 17 голів.
З 2009 року — гравець молодіжної збірної Іспанії. На молодіжному рівні (збірна до 21 року) зіграв у 27 офіційних матчах. У складі іспанської «молодіжки» був учасником двох чемпіонатів Європи — у 2011 та 2013 роках. Обидва ці турніри були виграні іспанцями, а самого де Хеа в обох випадках визнавали найкращим голкіпером турніру.
2014 року молодий голкіпер, який на той момент не мав в активі жодної гри за національну збірну Іспанії, був включений до її заявки на участь у тогорічному чемпіонаті світу. Дебютував за національну збірну, вийшовши на заміну наприкінці контрольного матчу проти збірної Сальвадору, що проходив напередодні цього турніру, 7 червня 2014 року. На самому мундіалі на поле не виходив, залишаючись резервістом Ікера Касільяса.
А вже на наступному великому турнірі для збірної Іспанії, Євро-2016, вже де Хеа був її основним голкіпером, а досвідчений Касільяс залишався у резерві.

## Статистика

### Клубна статистика
Станом на 23 травня 2018 року
| Клуб              | Сезон             | Ліга  | Ліга | Кубки | Кубки | Кубок ліги | Кубок ліги | Єврокубки | Єврокубки | Інші  | Інші | Всього | Всього |
| Клуб              | Сезон             | Матчі | Голи | Матчі | Голи  | Матчі      | Голи       | Матчі     | Голи      | Матчі | Голи | Матчі  | Голи   |
| ----------------- | ----------------- | ----- | ---- | ----- | ----- | ---------- | ---------- | --------- | --------- | ----- | ---- | ------ | ------ |
| Атлетіко (Мадрид) | 2009/10           | 19    | –28  | 7     | –10   | –          | –          | 9         | –9        | 0     | 0    | 35     | –47    |
| Атлетіко (Мадрид) | 2010/11           | 38    | –53  | 5     | –5    | –          | –          | 5         | –6        | 1     | 0    | 46     | –64    |
| Атлетіко (Мадрид) | Усього            | 57    | –81  | 12    | –15   | –          | –          | 14        | –15       | 1     | 0    | 84     | –111   |
| Манчестер Юнайтед | 2011/12           | 29    | –29  | 1     | –2    | 0          | 0          | 8         | –14       | 1     | –2   | 39     | –47    |
| Манчестер Юнайтед | 2012/13           | 28    | –26  | 5     | –7    | 1          | –1         | 7         | –8        | 0     | 0    | 41     | –42    |
| Манчестер Юнайтед | 2013/14           | 37    | –43  | 0     | 0     | 4          | –3         | 10        | –9        | 1     | 0    | 52     | –55    |
| Манчестер Юнайтед | 2014/15           | 37    | –36  | 5     | −3    | 1          | −4         | –         | –         | 0     | 0    | 43     | −43    |
| Манчестер Юнайтед | 2015/16           | 34    | –33  | 6     | –5    | 1          | 0          | 8         | –10       | 0     | 0    | 49     | −48    |
| Манчестер Юнайтед | 2016/17           | 35    | −29  | 1     | −1    | 5          | −5         | 3         | −4        | 1     | −1   | 45     | −40    |
| Манчестер Юнайтед | 2017/18           | 37    | −28  | 1     | −1    | 0          | 0          | 6         | −3        | 1     | −2   | 45     | −34    |
| Манчестер Юнайтед | Усього            | 237   | –224 | 19    | –19   | 12         | –13        | 42        | –48       | 4     | –5   | 314    | –309   |
| Усього за кар'єру | Усього за кар'єру | 329   | –343 | 31    | –34   | 12         | –13        | 56        | –63       | 5     | –5   | 433    | –458   |

| Клуб              | Сезон             | Ліга  | Ліга | Кубки | Кубки | Кубок ліги | Кубок ліги | Єврокубки | Єврокубки | Інші  | Інші | Всього | Всього |
| Клуб              | Сезон             | Матчі | Сухі | Матчі | Сухі  | Матчі      | Сухі       | Матчі     | Сухі      | Матчі | Сухі |        |        |
| ----------------- | ----------------- | ----- | ---- | ----- | ----- | ---------- | ---------- | --------- | --------- | ----- | ---- | ------ | ------ |
| Атлетіко (Мадрид) | 2009/10           | 19    | 4    | 7     | 2     | −          | −          | 9         | 4         | 0     | 0    | 35     | 10     |
| Атлетіко (Мадрид) | 2010/11           | 38    | 11   | 5     | 2     | −          | −          | 5         | 0         | 1     | 1    | 49     | 14     |
| Атлетіко (Мадрид) | Усього            | 57    | 15   | 12    | 4     | 0          | 0          | 14        | 4         | 1     | 1    | 84     | 24     |
| Манчестер Юнайтед | 2011/12           | 29    | 13   | 1     | 0     | 0          | 0          | 8         | 2         | 1     | 0    | 39     | 15     |
| Манчестер Юнайтед | 2012/13           | 28    | 11   | 5     | 0     | 1          | 0          | 7         | 1         | 0     | 0    | 41     | 12     |
| Манчестер Юнайтед | 2013/14           | 37    | 12   | 0     | 0     | 4          | 2          | 10        | 5         | 1     | 1    | 52     | 20     |
| Манчестер Юнайтед | 2014/15           | 37    | 10   | 5     | 3     | 1          | 0          | –         | –         | 0     | 0    | 43     | 13     |
| Манчестер Юнайтед | 2015/16           | 34    | 15   | 6     | 1     | 1          | 1          | 8         | 2         | 0     | 0    | 49     | 19     |
| Манчестер Юнайтед | 2016/17           | 35    | 14   | 1     | 0     | 5          | 2          | 3         | 0         | 1     | 0    | 45     | 16     |
| Манчестер Юнайтед | 2017/18           | 37    | 18   | 1     | 0     | 0          | 0          | 6         | 4         | 1     | 0    | 45     | 22     |
| Манчестер Юнайтед | Усього            | 237   | 93   | 19    | 4     | 12         | 5          | 42        | 14        | 4     | 1    | 314    | 117    |
| Усього за кар'єру | Усього за кар'єру | 329   | 118  | 31    | 8     | 12         | 5          | 56        | 18        | 5     | 2    | 433    | 151    |

### Статистика виступів за збірну
Станом на 23 травня 2018 року
| Дата       | Місто           | Господарі          | Результат | Гості              | Турнір               | Голи | Примітки |
| ---------- | --------------- | ------------------ | --------- | ------------------ | -------------------- | ---- | -------- |
| 7-6-2014   | Лендовер        | Сальвадор          | 0 – 2     | Іспанія            | товариський матч     | -    | 83'      |
| 4-9-2014   | Сен-Дені        | Франція            | 1 – 0     | Іспанія            | товариський матч     | -1   |          |
| 12-10-2014 | Люксембург      | Люксембург         | 0 – 4     | Іспанія            | Відбір до ЧЄ 2016    | -    |          |
| 31-3-2015  | Амстердам       | Нідерланди         | 2 – 0     | Іспанія            | товариський матч     | -2   |          |
| 11-6-2015  | Леон            | Іспанія            | 2 – 1     | Коста-Рика         | товариський матч     | -1   |          |
| 8-9-2015   | Скоп'є          | Північна Македонія | 0 – 1     | Іспанія            | Відбір до ЧЄ 2016    | -    |          |
| 12-10-2015 | Київ            | Україна            | 0 – 1     | Іспанія            | Відбір до ЧЄ 2016    | -    | 88'      |
| 24-3-2016  | Удіне           | Італія             | 1 – 1     | Іспанія            | товариський матч     | -1   |          |
| 7-6-2016   | Мадрид          | Іспанія            | 0 – 1     | Грузія             | товариський матч     | -1   |          |
| 13-6-2016  | Тулуза          | Іспанія            | 1 – 0     | Чехія              | ЧЄ 2016 - 1-й етап   | -    |          |
| 17-6-2016  | Ніцца           | Іспанія            | 3 – 0     | Туреччина          | ЧЄ 2016 - 1-й етап   | -    |          |
| 21-6-2016  | Бордо           | Хорватія           | 2 – 1     | Іспанія            | ЧЄ 2016 - 1-й етап   | -2   |          |
| 27-6-2016  | Сен-Дені        | Італія             | 2 – 0     | Іспанія            | ЧЄ 2016 - 1/8 фіналу | -2   |          |
| 1-9-2016   | Брюссель        | Бельгія            | 0 – 2     | Іспанія            | товариський матч     | -    |          |
| 5-9-2016   | Леон            | Іспанія            | 8 – 0     | Ліхтенштейн        | Відбір до ЧС 2018    | -    |          |
| 6-10-2016  | Турин           | Італія             | 1 – 1     | Іспанія            | Відбір до ЧС 2018    | -1   |          |
| 9-10-2016  | Шкодер          | Албанія            | 0 – 2     | Іспанія            | Відбір до ЧС 2018    | -    |          |
| 12-11-2016 | Гранада         | Іспанія            | 4 – 0     | Північна Македонія | Відбір до ЧС 2018    | -    |          |
| 24-3-2017  | Хіхон           | Іспанія            | 4 – 1     | Ізраїль            | Відбір до ЧС 2018    | -1   |          |
| 28-3-2017  | Сен-Дені        | Франція            | 0 – 2     | Іспанія            | товариський матч     | -    |          |
| 11-6-2017  | Скоп'є          | Північна Македонія | 1 – 2     | Іспанія            | Відбір до ЧС 2018    | -1   |          |
| 2-9-2017   | Мадрид          | Іспанія            | 3 – 0     | Італія             | Відбір до ЧС 2018    | -    |          |
| 5-9-2017   | Вадуц           | Ліхтенштейн        | 0 – 8     | Іспанія            | Відбір до ЧС 2018    | -    |          |
| 6-10-2017  | Аліканте        | Іспанія            | 3 – 0     | Албанія            | Відбір до ЧС 2018    | -    |          |
| 14-11-2017 | Санкт-Петербург | Росія              | 3 – 3     | Іспанія            | товариський матч     | -3   |          |
| 23-3-2018  | Дюссельдорф     | Німеччина          | 1 – 1     | Іспанія            | товариський матч     | -1   |          |
| 27-3-2018  | Мадрид          | Іспанія            | 6 – 1     | Аргентина          | товариський матч     | -1   |          |
| Усього     |                 | Матчів             | 27        |                    | Голів                | -18  |          |

## Досягнення
Іспанія U-17
- Чемпіон Європи (U-17) (1): 2007

Іспанія U-21
- Чемпіон Європи (U-21) (2): 2011, 2013

«Атлетіко»
- Переможець Ліги Європи (1): 2009—2010
- Володар Суперкубка УЄФА (1): 2010

«Манчестер Юнайтед»
- Чемпіон Прем'єр-ліги (1): 2013
- Володар Суперкубка Англії (3): 2011, 2013, 2016
- Володар Кубка Англії (1): 2016
- Володар Кубка Футбольної ліги (2): 2017, 2023
- Переможець Ліги Європи УЄФА (1): 2016–17